# Margaret Quimby
Margaret Quimby (6 de dezembro de 1904 -  26 de agosto de 1965) foi uma atriz de cinema estadunidense da era do cinema mudo, que atuou em 22 filmes entre 1924 e 1930.

## Biografia
Nascida Margaret Winifred Quimby (mãe de sobrenome Pepper) em Mineápolis, Minesota, aprendeu dança aos 10 anos de idade e aos 16 anos iniciou sua carreira em vaudeville. Fez uma tournée com o William Seabury’s dancers, e no cinema sua primeira incursão foi no filme Fight and Win, em 1924, pela Universal Pictures.
Entre seus filmes pela Universal estão o seriado Perils of the Wild, em 1925, que foi a primeira adaptação do livro "The Swiss Family Robinson", e The Western Whirlwind (1927). Seu último filme foi Men on Call, em 1930, pela Fox Films, porém suas cenas nesse filme foram deletadas. O último filme em que pode ser vista atuando foi, portanto, Ladies Love Brutes, em 1930.

## Vida pessoal e morte
Com o advento do cinema sonoro, não se adaptou bem e saiu da vida cinematográfica, casando em Betterton com J. Irving Walsh, 5 de setembro de 1930.</ref>,  um rico corretor de imóveis bem conhecido na cidade de Nova York. Walsh suicidou-se em 1933. Quimby casou novamente, em 1938, com Felix Campbell Good, num casamento que também terminou em divórcio após um ano. Houve vários outros casamentos, mas Margaret permaneceu na obscuridade.

## Filmografia parcial
- Fight and Win (1924)
- K.O. for Cupid (1924)
- The Teaser (1925)
- Perils of the Wild (1925)
- The Radio Detective (1926)
- New York (1927)
- The Western Whirlwind (1927)
- The Tragedy of Youth (1928)
- Two Men and a Maid (1929)
- Lucky Boy (1929)
- Trailin' Trouble (1930)
- Ladies Love Brutes (1930
- Men on Call (1930)